# Ilse Hayes
Ilse Hayes, även känd som Ilse Carstens, född 30 augusti 1985 i Johannesburg, Sydafrika, är en paralympisk friidrottare som tävlar främst i kategori T13, sprintevenemang. Hayes har tävlat för sitt land vid fyra paralympiska sommarspel som börjar med Paralympiska sommarspelen 2004 i Aten, Grekland. Hon har vunnit medaljer vid vart och ett av de fyra sommarspelen inklusive två guldmedaljer, båda i längdhopp: i Peking (2008) och London (2012). Förutom sina paralympiska framgångar har Hayes vunnit flera medaljer på världsmästerskapsnivå.

## Biografi

### Barndom och ungdom
Vid elva års ålder fick Hayes diagnosen Stargardts sjukdom, en ärftlig form av juvenil makuladegeneration, som orsakar progressiv synförlust. Hayes utbildades vid University of Stellenbosch, där hon studerade idrottsvetenskap och pediatrik. Hon är gift med Cassie Carstens och de bor i Stellenbosch.

### Friidrottskarriär
Hayes tog sig in på den internationella sportscenen när hon deltog i IPC:s VM i friidrott 2002 i Lille, Frankrike. Hon deltog i tre tävlingar i T13-kategorin, vann guld på 400 meter sprint och ett brons på 100 meter. Hon deltog också i längdhopp, men hennes bästa distans på 4,93 gjorde att hon hamnade strax utanför medaljpositionerna på fjärde plats. Detta ledde henne till Paralympiska sommarspelen 2004 i Aten, där hon tog sin första paralympiska medalj, ett brons i 400 meter T13-tävling för damer. Hon slutade också femma i T13-tävlingen för 100 meter damer.
2006 gick Hayes in på sitt andra världsmästerskap, den här gången i Assen i Nederländerna. Hon tog ytterligare två bronsmedaljer, nu blev det i 200 och 400 meter sprint. Hon förbättrade sitt längdhoppsresultat från fyra år tidigare, genom att lägga upp en sträcka på 5,19, men hon lyckades fortfarande komma upp på prispallen. Hayes största framgång hittills kom två år senare vid Paralympiska sommarspelen 2008 i Peking, då hon vann sin första guldmedalj. Där vann hon förstaplatsen i längdhopp och noterade ett segerhopp på 5,68 vid sitt fjärde försök att slå Greklands Anthi Karagianni, som kom på andra plats med 5 centimeter. Hayes tog också en silvermedalj från Peking från 100 meter sprint.
Vid IPC-världsmästerskapet i friidrott i Christchurch 2011 lade Hayes längdhoppstiteln till sina paralympiska framgångar. Ett hopp på 5,80 meter gav henne guld, och en andra topplacering på prispallen följde, med en seger på 100 meter sprint. Hayes hade sedan ytterligare framgångar vid Paralympiska sommarspelen 2012 i London och försvarade framgångsrikt sin längdhoppstitel. Hon dominerade fältet och slog sin närmaste rival, Algeriets Lynda Hamri, som kom på andra plats. Hayes fick också en silvermedalj på T13 100 meter i London.
2013 tilldelades Hayes Ikhamangaorden (silver) av president Jacob Zuma; för hennes modiga och obevekliga strävan efter fullkomlighet och hennes otroliga fysiska uthållighet. Inför Paralympiska sommarspelen 2016 deltog Hayes i ytterligare två IPC-VM. Hon vann totalt fyra medaljer, guld i längdhopp , silver på 100 meter i Lyon 2013  och dubbelguld på 100 och 200 meter sprint under Världsmästerskapen 2015 i Doha. Hayes kunde inte försvara sin längdhoppstitel en andra gång, eftersom T13-evenemanget togs bort från schemat för Paralympiska sommarspelen 2016 i Rio. Trots detta bakslag vann hon två silvermedaljer, på 100 och 400 meter T13-spurter.